# Bernhard Romberg
Pour les articles homonymes, voir Romberg.
Bernhard Heinrich Romberg est un violoncelliste et compositeur allemand, né à Dinklage le 13 novembre 1767 et mort à Hambourg le 13 août 1841. Il est le cousin d'Andreas Romberg.

## Biographie
On raconte que Bernhard aurait piétiné la partition de la partie de violoncelle d'un Quatuor à cordes opus 59 de Beethoven, la trouvant trop difficile, mais l'anecdote est certainement fausse, puisque Romberg était un virtuose. Il aurait toutefois dit à Spohr : « Comment pouvez-vous jouer une chose aussi excentrique ? » Ce qui nous renseigne bien sur la difficulté que rencontraient les contemporains, Romberg et Spohr compris, pour comprendre et apprécier la musique de Beethoven. Ce dernier aurait même fait la proposition de composer un concerto pour violoncelle, ce que Romberg aurait refusé, les siens étant suffisants.

## Œuvres
Bernhard Romberg compose essentiellement de la musique de chambre, notamment 3 quintettes avec flûte avec son cousin, 11 quatuors à cordes (op. 1, 12, 25, 37, 39, 59 et 60), un trio avec violoncelle (op. 8), 3 duos avec contrebasse (op. 43), 3 duos violon, violoncelle sur des thèmes de Mozart et 3 sonates pour violoncelle et piano.

### Œuvres avec numéros d'opus
- Opus 1, Trois Quatuor à cordes (n° 1 à 3)
  - Quatuor à cordes n° 1 en mi bémol majeur
  - Quatuor à cordes n° 2 en si bémol majeur
  - Quatuor à cordes n° 3 en ré majeur
- Opus 2, Concerto pour violoncelle & orchestre n° 1 en si bémol majeur
- Opus 3, Grand Concerto pour violoncelle & orchestre n° 2 en ré majeur (III. Rondo. Fandango)
- Opus 4, Pot-pourri en sol majeur pour violoncelle & quatuor à cordes (cf. transcription Trois Duos pour violon & violoncelle)
- Opus 5, Trois sonates pour violoncelle (ou violon) & harpe (ou piano)
- Opus 6, Concerto pour violoncelle & orchestre n° 3 en sol majeur (cf. réduction Trois Grandes Sonates pour piano avec accompagnement de violon)
- Opus 7, Concerto pour violoncelle & orchestre n° 4 en mi mineur
- Opus 8, Grand Trio en fa majeur pour trio à cordes
- Opus 9, Trois Duos pour deux violoncelles (ou pour violon & violoncelle)
  - No.1, Duet en ré majeur
  - No.2, Duet en fa majeur
  - No.3, Duet en mi mineur
- Opus 11, Ouverture pour orchestre
- Opus 12, Quatuor à cordes n° 4
- Opus 13, Variations en la mineur pour violoncelle & orchestre
- Opus 14, Airs Russes pour violoncelle & orchestre
- Opus 15, Polonaise dalla Gazza ladra di Rossini pour harpe
- Opus 17, Concerto pour Flûte & orchestre en si mineur (publié comme op. 30)
- Opus 18, Variations et Rondo en mi bémol majeur pour harpe (ou piano) et trio à cordes
- Opus 20, Variations sur deux airs russes en ré mineur pour violoncelle & cordes
- Opus 21, Rondoletto per violoncello principale con strings en la majeur
- Opus 22, Quatuor avec piano
- Opus 23, Trauer-Symphonie [Symphonie tragique] auf den Tod der königin Luise von Preußen en ut mineur (1811)
- Opus 25, Trois Quatuors à cordes (n° 5 à 7)
  - Quatuor à cordes n° 5 en sol mineur
  - Quatuor à cordes n° 6 en ut mineur
  - Quatuor à cordes n° 7 en sol majeur
- Opus 26, Ulysse et Circe, ouverture pour l'opéra
- Opus 27, Divertimento sopra un tema finlandico et sueco [Divertimento sur des thèmes finlandais et suédois] pour flûte avec accompagnement de deux violons, alto et violoncelle
- Opus 28, Capriccio sur des airs nationaux suédois pour violoncelle & piano (cf. Symphonie en mi bémol majeur - création le 20 avril 1815 à Leipzig - pub. 1816)
- Opus 30, Concerto pour violoncelle & orchestre n° 5 en fa dièse mineur
- Opus 31, Concerto pour violoncelle & orchestre n° 6 ("Militaire") en fa majeur
- Opus 33, Deux Duos pour 2 violoncelles
- Opus 34, Ouverture de concert
- Opus 35, Élégie sur la mort d'un objet chéri pour violoncelle & orchestre à cordes
- Opus 36, Duos pour 2 violoncelles
- Opus 37, Quatuor à cordes n° 8 en la majeur
- Opus 38, Trois trios d'une difficulté progressive pour violoncelle principal, alto et violoncelle, habituellement joués dans une adaptation de 1877 de Friedrich Gustav Jansen (de) comme sonates pour un violoncelle et piano.
  - No.1, Sonate en mi mineur
  - No.2, Sonate en sol majeur
  - No.3, Sonate en si bémol majeur
- Opus 39, Quatuor à cordes n° 9 en ré mineur
- Opus 41, Concertino en mi mineur pour violoncelle & orchestre
- Opus 42, Divertimento über Nationallieder Schwedisch [Divertimento sur des thèmes suédois] pour violoncelle & piano
- Opus 43, Trois Sonates faciles et progressives écrites pour les Amateurs pour violoncelle et contrebasse, habituellement jouées dans des adaptations comme duos pour 2 violoncelles ou comme sonates pour violoncelle et piano (Jansen 1877).
  - No.1, Sonate en si bémol majeur
  - No.2, Sonate en ut majeur
  - No.3, Sonate en sol majeur
- Opus 44, Concerto pour violoncelle & orchestre n° 7 (Suisse) en ut majeur (I. Allegro poco maestoso)
- Opus 46, Divertimento sur des chants populaires autrichiens
- Opus 47, Capriccio sur des airs et danses polonaises pour le violoncelle avec accompagnement de piano forte
- Opus 48, Concerto pour violoncelle & orchestre n° 8 ("Brillant") en la majeur
- Opus 49, Souvenir de Vienne, Grand rondo brillant, pour violoncelle & piano (original avec orchestra)
- Opus 50, Thème et Variations pour violoncelle & piano
- Opus 51, Concertino, pour violoncelle & piano (or orchestre) en ré mineur (III. Rondo)
- Opus 52, Airs Russes pour violoncelle & piano
- Opus 53, Symphonie en ré majeur (1830) Création le 18 novembre 1830 à Leipzig.
- Opus 55, Fantaisie sur des airs norvégiens en ré mineur pour violoncelle & piano
- Opus 56, Grand Concerto pour violoncelle & orchestre n° 9 en si mineur
- Opus 57, Concertino pour violoncelle & orchestre
- Opus 58, Fantaisie sur des airs norvégiens pour violoncelle & piano
- Opus 59, Quatuor à cordes n° 10 en la mineur
- Opus 60, Quatuor à cordes n° 11 en mi majeur
- Opus 61, Thème avec variations et rondo pour violoncelle & piano
- Opus 62, 'Grosse Kinder Symphonie', Symphonie burlesque ("Symphonie les jouets") en ut majeur
- Opus 65, Divertimento über Nationallieder Westfälisch [Divertimento sur des thèmes de Westphalie] pour violoncelle & quatuor à cordes
- Opus 67, Introduzione e rondo alla mazurka pour violoncelle & orchestre (ou piano)
- Opus 68, La belle Bergère : Pièce pour le violoncelle avec pianoforte
- Opus 70, Grande fantaisie pour violoncelle & quatuor à cordes (ou piano)
- Opus 71, Divertissement pour trio avec piano
- Opus 72, Concertino en la majeur, pour 2 violoncelle & orchestre
- Opus 75, Concerto pour violoncelle & orchestre n° 10 ("Brillant") en mi majeur
- Opus 76, Introduction et Polonaise pour violoncelle & piano

### Œuvres de Bernhard et Andreas Romberg
- Opus 1, trois quintettes pour flûte, violon, 2 altos & violoncelle
  - Quintette 1 en ré majeur
  - Quintette 2 en ré majeur
  - Quintette 3 en sol majeur (par Bernhard Romberg seul)
- Opus 2, Trois Duos concertants pour violon & violoncelle

### Œuvres sans numéros d'opus
- Opus Posthumes, Morceaux Élégants pour violoncelle & piano
  - No.1, La réponse, Fantaisie
  - No.2, Divertissement
  - No.3, Notturno
  - No.4, Sérénade
  - No.5, Bagatella
  - No.6, Introduzione e Rondo giocoso
- Le Rêve, pièce de fantaisie pour violoncelle & quatuor à cordes (ou piano)
- Deux Canons
- Recitatif & Aria en si bémol majeur pour violoncelle & orchestre
- Pièce pour les amateurs sur des airs suédois, pour violoncelle & quatuor à cordes
- Cantabile et thème varié suivis d'un allegretto, pour violoncelle & piano
- Variations en la mineur, pour violoncelle & orchestre
- Variations en mi majeur, pour violoncelle & piano
- Trois thèmes de Mozart variés, pour violon & violoncelle
- Double Concerto, pour violon, violoncelle & orchestre
- Divertimento sur des airs autrichiens, pour violoncelle & piano
- Études pour violoncelle, trois cahiers
- Théorie complète et école de pratique pour le violoncelle

## Sources
- (en) Catalogue des œuvres